# Amara retangula
Amara retangula är en skalbaggsart som beskrevs av Leconte 1855. Amara retangula ingår i släktet Amara och familjen jordlöpare. Inga underarter finns listade i Catalogue of Life.